# Martin Knoller
Pour les articles homonymes, voir Knoller.
Martin Knoller, né le 8 novembre 1725 à Steinach am Brenner et mort le 24 juillet 1804 à Milan, est un peintre autrichien, qui est connu pour ses fresques.

## Biographie
Martin Knoller est né le 8 novembre 1725 à Steinach am Brenner, près de la ville autrichienne d'Innsbruck. Il étudie sous Paul Troger et Michelangelo Unterberger à Salzbourg et à Vienne. Spécialisé dans les peintures de fresques et de retables, sa première fresque, la Gloire de St Stephen, est achevée en 1754 à l'église paroissiale de Anras dans l'Est du Tyrol
En 1755, il arrive à Rome où il est influencé par le néo-classicisme, après avoir étudié sous Anton Raphael Mengs et de Johann Joachim Winckelmann. Ses œuvres couvrent à la fois le baroque et le rococo.
Il est mort le 24 juillet 1804 à Milan.

## Œuvres
- L'Assomption de la vierge, vers 1774, toile, esquisse pour la voûte de l'église du Burgersaal à Munich (détruite en 1944), 220 × 82 cm, Musée du Louvre, Paris[3]

Fresques :
- Église d'Anras, Est du Tyrol (1754)
- Karlskirche, Volders près d'Innsbruck (1765)
- Abbaye d'Ettal près d'Oberammergau (1769)
- Abbaye Neresheim (1770-1775)
- Abbaye Gries bei Bozen (1772-1775)
- Palazzo Belgioioso, Milan (1781)
- Palais Taxis, Innsbruck (1785-1786)

Retables :
- Karlkirche, Volders
- Servitenkirche, Innsbruck
- église paroissiale de Steinach am Brenner
- St George and the Dragon, Deutschhauskirche, Bolzano

#### En allemand
- (de) Constantin von Wurzbach, « Knoller, Martin », dans Biographisches Lexikon des Kaiserthums Oesterreich, vol. 12, Vienne, L. C. Zamarski (lire sur Wikisource, lire en ligne), p. 161-168.
- (de) Karl Weiß, « Knoller, Martin », dans Allgemeine Deutsche Biographie (ADB), vol. 16, Leipzig, Duncker & Humblot, 1882, p. 321-323.
- (de) Norbert Stoffels, Martin Knoller et Ludwig Windstosser, Martin Knoller : seine Kuppelfresken in der Abteikirche Neresheim, Abtei Neresheim, 1977, 142 p.
- (de) Gerhard Woeckel, « Knoller, Martin », dans Neue Deutsche Biographie (NDB), vol. 12, Berlin, Duncker & Humblot, 1980, p. 209–210 (original numérisé).
- (de) Hanns-Paul Ties, « Paul Troger, seine Schüler, seine Zeit. Neufunde und Neuzuschreibungen zur Tiroler Barockmalerei », in: Der Schlern. Zeitschrift für Südtiroler Landeskunde, 86. Jg., 2012, vol. 7/8, 2012, p. 143 f.

#### En anglais
- (en) Charles Knight (dir.), English Cyclopaedia : A New Dictionary of Universal Knowledge, vol. 3 de la partie "Biographie", Londres, Bradbury and Evans, 1856, 998 p. (lire en ligne), p. 737.
- (en) Johann Kronbichler, Grove Art Online, Oxford University Press, 1996 (ISBN 978-1-884446-05-4, lire en ligne).
- (en) « Martin Knoller », extrait de la notice dans le dictionnaire Bénézit , sur Oxford Art Online, 2011 (ISBN 9780199773787).